# All Saints Bog and Esker SAC
All Saints Bog and Esker SAC este o arie protejată (arie specială de conservare — SAC, sit de importanță comunitară — SCI) din Irlanda întinsă pe o suprafață de 365,81 ha, integral pe uscat.

## Localizare
Centrul sitului All Saints Bog and Esker SAC este situat la coordonatele 53°09′04″N 7°58′57″W / 53.151117°N 7.982516°V.

## Înființare
Situl All Saints Bog and Esker SAC a fost declarat sit de importanță comunitară în mai 1998 pentru a proteja 2 specii de animale. Situl a fost protejat și ca arie specială de conservare în martie 2019.

## Biodiversitate
Situată în ecoregiunea atlantică, aria protejată conține 5 habitate naturale: Pajiști uscate seminaturale și facies de acoperire cu tufișuri pe substraturi calcaroase (Festuco-Brometalia) (* situri importante pentru orhidee), Turbării active, Mlaștini oligotrofe degradate, capabile încă de regenerare naturală, Depresiuni pe substraturi de turbă de Rhynchosporion, Mlaștini împădurite.
La baza desemnării sitului se află mai multe specii protejate de  păsări (2): Anser albifrons flavirostris, șoim de iarnă (Falco columbarius).
Pe lângă speciile protejate, pe teritoriul sitului au mai fost identificate 6 specii de plante, 5 specii de nevertebrate.